# 呂西阿斯 (國王)
呂西阿斯（不敗者），他是印度-希臘國王，有關他的記錄全靠考古。錢幣考古學學者Bopearachchi認為他的統治年代在米南德一世和祖羅斯一世之後，約在前130年 - 前120年間，而另一位學者R.C. Senior也差不多如此認定。

## 統治
學者Bopearachchi認為呂西阿斯的統治區域從帕洛帕米薩達到阿拉霍西亞一帶，然而呂西阿斯的錢幣曾在旁遮普被發現，可能呂西阿斯的疆域在一段時期內遍及印度-希臘人範圍，或者，早期的學者認為可能他與安提奧西達斯（Antialcidas）有某種程度聯合，畢竟他與安提奧西達斯的錢幣有共同的畫押。
呂西阿斯很明顯宣稱是德米特里一世的子孫，他的錢幣反面與德米特里一世同樣有戴冠的海克力斯，他的稱號「不敗者」也仿效德米特里，錢幣正面同樣也是頭戴大象頭套。呂西阿斯的錢幣樣式跟米南德一世的截然不同，稍前十多年的祖羅斯一世的錢幣反面與呂西阿斯相似，加上祖羅斯很可能是米南德一世的敵人，因此呂西阿斯與祖羅斯一世很可能屬於另一個不同米南德的王朝。呂西阿斯統治開始的年代，大約是米南德一世的幼子特拉索被殺之時，很可能就是呂西阿斯所為。
儘管他的錢幣象徵意味雄厚，但在政策上可能趨向防禦性質。當時希臘-巴克特里亞王國剛因遊牧民族入侵而滅亡，雖然印度-希臘人設法避免相同遭遇，但巴克特里亞滅亡的結果讓印度-希臘人更孤立於希臘化世界。 

## 錢幣樣式
呂西阿斯發行許多雙語的錢幣。在他不同款式的銀幣中，呂西阿斯的頭飾在之前幾任國王錢幣中都有出現過，如大象頭套、可能是公牛角的頭盔或是有鱗甲的科林斯式頭盔、馬其頓式的考西亞帽（kausia）。他也以投持長槍的姿態出現過。他發行的錢幣反面通常是戴冠的海克力斯，手持木棒，還持象徵勝利的棕梠葉。
呂西阿斯也發行安提卡本位的四德拉克馬錢幣，並發行一些小面額的錢幣做巴克特利亞境內流通用，如他曾發行半德拉克馬錢幣。另外，他的印度式方形銅幣上有海克力斯和大象。

## 與安提奧西達斯
在呂西阿斯的銅幣中，發現它的正面是呂西阿斯的幣式，而背面採用安提奧西達斯的幣式。在早期一些學者如W.W. Tarn等，以兩位國王曾經某種程度上結盟來解釋這種情況，然而後來發現安提奧西達斯一種新銅幣有相反的安排，牴觸這個假設。
近來有觀點認為這一款錢幣是騾幣（mule Coin），代表其中一位國王拿著另一位國王一個面的錢幣模具，與自己另一個面的錢幣模具一起打造，可能是不正確的overstruck，因此這不能算是有同盟關係，但仍可提供這兩位國王統治時間是相近的。

## 來源
- "The Greeks in Bactria and India" W.W. Tarn, Cambridge University Press

## 外部連結
- Coins of Lysias（页面存档备份，存于）
- More coins of Lysias （页面存档备份，存于）

| 可能的前任： 祖羅斯一世 特拉索 | 印度-希臘國王 （帕洛帕米薩達、阿拉霍西亞、旁遮普） （約前130年 - 前120年間） | 可能的繼任： 安提奧西達斯 |